# Darker Than Blood
"Darker Than Blood" (tựa cũ: "Horizons") là một bài hát được sáng tác và thu âm bởi nhạc sĩ người Mỹ Steve Aoki, với phần góp giọng của ban nhạc rock người Mỹ Linkin Park. Đây là lần hợp tác thứ 2 giữa họ, sau A Light That Never Comes (2013). Bài hát nằm trong album phòng thu thứ 3 của Aoki, Neon Future II. Đĩa đơn có sẵn để đặt mua trước trên Amazon.com. Đĩa đơn ra mắt trên Twitch vào ngày 13 tháng 4 năm 2015. Nó được phát hành làm đĩa đơn thứ 2 từ Neon Future II vào ngày 14 tháng 4 năm 2015.

## Hoàn cảnh và quảng bá
So với Neon Future I chứa nhiều bài hát theo chủ đề tiệc tùng hay phong cách nhún nhảy hơn, Neon Future II thì lại được cho là sẽ thể hiện khía cạnh "đen tối" và "cảm xúc" hơn.  Nó bao gồm bài hát "Darker Than Blood" với sự tham gia của Linkin Park. Bài hát này là lần hợp tác thứ 2 của họ. Bài hát hợp tác đầu tiên của họ là "A Light That Never Comes" nằm trong album remix thứ 2 của Linkin Park, Recharged. Bài hát được tiết lộ lần đầu tiên trong một cuộc phỏng vấn với Billboard, và được phát hành làm đĩa đơn thứ 2 của album vào ngày 14 tháng 4 năm 2015. Theo Aoki, bài hát đã được hoàn thiện từ năm 2012 và Mike Shinoda đã viết lại lời bài hát gốc của Aoki để chúng trở nên u ám hơn, vì Shinoda nghĩ rằng lời bài hát gốc của Aoki "quá hạnh phúc". Sau khi phát hành bài hát, album có sẵn để đặt mua trước trên iTunes.

## Giới phê bình đón nhận
Các nhà phê bình chủ yếu so sánh bài hát với sản phẩm hợp tác trước đó của họ, "A Light That Never Comes". Dance Charts, một trang web âm nhạc khiêu vũ của Đức, đã đưa ra phản hồi tích cực cho bài hát và tuyên bố rằng bài hát sẽ xếp hạng cao hơn so với lần hợp tác trước của họ, nói rằng: "sự pha trộn của các yếu tố khác nhau khá tốt trong Darker Than Blood. Tuy nhiên, bài này rõ ràng là nhắm đến khán giả đại chúng và nghe radio. Dẫu vậy, Darker Than Blood vẫn được yêu thích hơn A Light That Never Comes. Có lẽ bài này đã đạt thành công tương đương."  Trong một bài đánh giá trái chiều hơn, Direct Lyrics đã chỉ trích bài hát rằng: "Thật tiếc khi tất cả sự cuồng nhiệt của Chester đều bị che lấp bởi beat nhạc EDM thương mại của Steve Aoki. Điều này là không đúng, mặc dù đằng nào tôi cũng có thể sẽ 'chịu thua và nhún nhảy' trước Darker Than Blood tại một club." 

## Video âm nhạc
Quá trình sản xuất và quay MV của ca khúc đã được hoàn thành vào ngày 9 tháng 4 năm 2015. Hình ảnh của video đã được tiết lộ trên trang Instagram của Aoki và Mike Shinoda. Video âm nhạc có sự tham gia của Mike Shinoda từ Linkin Park cùng với Steve Aoki. Chủ đề của video là giải cứu thế giới khỏi tương lai. Aoki giải thích rằng, "Một số ý tưởng [khoa học viễn tưởng] này thực sự là những điều đã được tiên liệu sẽ xảy ra trong cuộc đời của chúng ta."  Một video ca từ hỗ trợ đĩa đơn đã được phát hành vào ngày phát hành đĩa đơn tiếp theo.
Đoạn phim diễn ra vào năm 2052, thời kỳ khi một loại virus đã lây nhiễm gần như toàn bộ dân số thế giới. Shinoda và Aoki đóng vai các nhà khoa học làm việc tại Trung tâm Kiểm soát và Phòng ngừa Dịch bệnh, những người đang cố gắng tạo ra một loại huyết thanh có hy vọng chữa khỏi bệnh nhiễm trùng. Cho đến nay họ vẫn chưa thành công, vì các huyết thanh họ đang thử nghiệm trên bệnh nhân (những người thực sự là người mang virus không có triệu chứng) cho thấy không có tác dụng. Xen kẽ với những cảnh này cũng mô tả một cậu bé (tên được tiết lộ là Steven A, và có hình xăm giống hệt Aoki ở cuối video) đang cố gắng tìm kiếm tòa nhà Trung tâm bằng cách lần theo một bản đồ nguệch ngoạc, trong khi bị truy đuổi bởi một số thây ma. Cậu ấy đã xoay sở để đến được trung tâm một cách an toàn. Cậu ta được đưa vào phòng thí nghiệm nơi các nhà khoa học đang làm việc, trong khi Shinoda và Aoki cố gắng phát triển thêm một loại huyết thanh khác. Tuy nhiên, lần này, loại huyết thanh mà họ phát minh đã hoạt động thành công trên cậu bé, và cậu đã được chữa khỏi vi-rút. Khi các nhà khoa học, Shinoda và Aoki ăn mừng thành công của họ, một màn hình đồ họa được hiển thị, cho thấy số người sống sót được chữa khỏi đang tăng với tốc độ cực nhanh.

## Danh sách ca khúc
| Đĩa đơn | Đĩa đơn                                   | Đĩa đơn    |
| STT     | Nhan đề                                   | Thời lượng |
| ------- | ----------------------------------------- | ---------- |
| 1.      | "Darker Than Blood" (hợp tác Linkin Park) | 5:12       |

| Darker Than Blood: Remixes – EP | Darker Than Blood: Remixes – EP                              | Darker Than Blood: Remixes – EP |
| STT                             | Nhan đề                                                      | Thời lượng                      |
| ------------------------------- | ------------------------------------------------------------ | ------------------------------- |
| 1.                              | "Darker Than Blood" (hợp tác Linkin Park, Bassjackers Remix) | 4:23                            |
| 2.                              | "Darker Than Blood" (hợp tác Linkin Park, Panic City Remix)  | 3:43                            |
| 3.                              | "Darker Than Blood" (hợp tác Linkin Park, Dirty Audio Remix) | 2:59                            |
| 4.                              | "Darker Than Blood" (hợp tác Linkin Park, Josh Macias Remix) | 4:29                            |

## Nhân sự
- Steve Aoki - lập trình, sản xuất

Linkin Park
- Chester Bennington - ca sĩ chính
- Rob Bourdon - trống
- Brad Delson - guitar chính, hát bè
- Dave "Phoenix" Farrell - bass, hát bè
- Joe Hahn ("Mr. Hahn") - bàn xoay, sampling, lập trình, hát bè
- Mike Shinoda - ca sĩ, guitar đệm, đàn organ, piano, synthesizer

## Xếp hạng
| Bảng xếp hạng (2015)                          | Vị trí cao nhất |
| --------------------------------------------- | --------------- |
| Hoa Kỳ Hot Dance/Electronic Songs (Billboard) | 36              |
| US Dance/Electronic Digital Songs (Billboard) | 47              |

## Lịch sử phát hành
| Khu vực lãnh thổ | Ngày                     | Định dạng                | Hãng đĩa      |
| ---------------- | ------------------------ | ------------------------ | ------------- |
| Thế giới         | Ngày 14 tháng 4 năm 2015 | CD tải xuống kỹ thuật số | Ultra Dim Mak |
| Hoa Kỳ           | Ngày 14 tháng 4 năm 2015 | CD tải xuống kỹ thuật số | Ultra Dim Mak |